# Le Verger
Le Verger ist eine französische Gemeinde mit 1404 Einwohnern (Stand 1. Januar 2022) im Département Ille-et-Vilaine in der Region Bretagne; sie gehört zum Arrondissement Rennes und zum Kanton Le Rheu.
Das Gemeindegebiet wird im Norden vom Fluss Serein begrenzt.

## Geschichte
Le Verger wurde 1790 als Gemeinde durch Ausgliederung aus der Gemeinde Talensac geschaffen.

## Bevölkerungsentwicklung

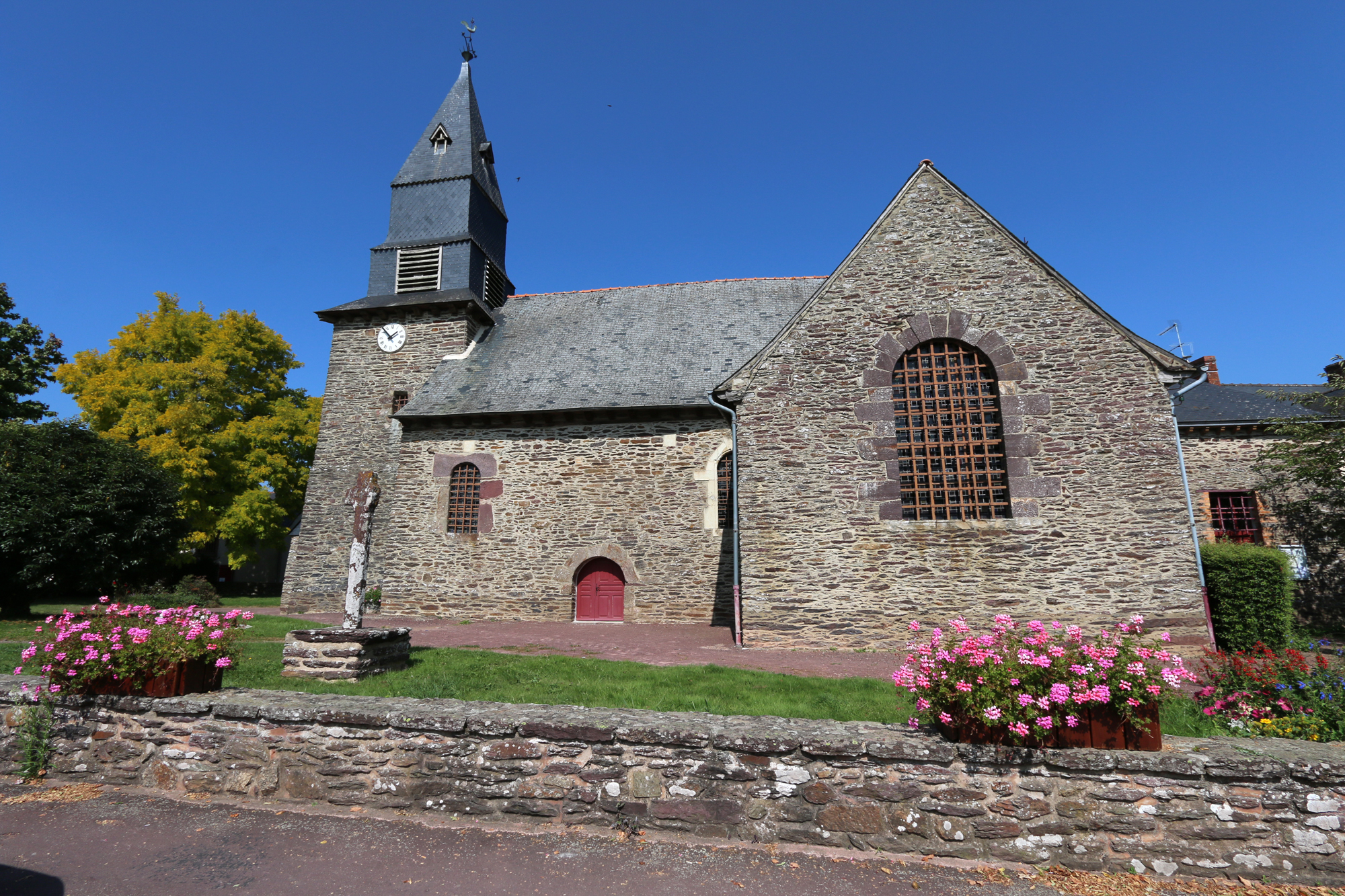
Kirche Saint-Pierre in Le Verger

- 1962: 0385
- 1968: 0395
- 1975: 0653
- 1982: 0722
- 1990: 0915
- 1999: 1099
- 2006: 1416
- 2017: 1449